# Hotel Forster
El Hotel Forster (en inglés: Forster Hotel) construido en 1870 y ampliado en 1913, es una propiedad incluida en el Registro Nacional de Lugares Históricos de Estados Unidos en Mendon, Utah. Según algunas fuentes el edificio está asociado con asentamiento original de Mendon y fue construido por Ralph Forster, uno de los primeros pobladores permanentes en el valle de Cache. Ralph Forster y su esposa, Margaret McCulloch, hicieron la casa de piedra su casa, y también lo usaron como uno de los dos hoteles en los primeros asentamientos, que fue su significado primario.